# Reagent
Reagent (substancja reagująca) – każda substancja biorąca udział w reakcji chemicznej, a więc zarówno substrat, produkt przejściowy, jak i produkt (końcowy). Według definicji Międzynarodowej Unii Chemii Czystej i Stosowanej (IUPAC) terminem tym (ang. reactant, dawniej reagent) określa się jedynie substancję, która zużywa się w trakcie trwania reakcji chemicznej. Definicja ta nie obejmuje więc katalizatora i produktów reakcji. Jednocześnie „reagent” definiuje się czasem jako „odczynnik”, co jest zgodne z użyciem ang. terminu reagent, np. odczynnik Czugajewa (Chugaev’s reagent) czy odczynnik Nesslera (Nessler’s reagent).